# موسيقى كناوة
موسيقى كناوة (أو قناوة) هي مزيج من موسيقى ورقصات إفريقية ، وهي مغربية  الأصل وكانت بداياتها بمدينة صويرة كما أنها منتشرة في بعض مناطق شمال أفريقيا.

## التاريخ
يمتاز فن كناوة بتاريخه العريق، فبعد أن كانت موسيقى كناوة توصف بموسيقى الشارع قبل ربع قرن من الآن، أصبحت هذه الموسيقى الآن تتمتع بإعتراف دولي، وبصفتها موسيقى النشوة والدهشة المتواصلة، إستطاعت موسيقى كناوة أن تعبر الحدود وتصنع لنفسها نمطا موسيقياًَ قائماً بذاته، والدليل على ذلك هو حضور الكثير للإستمتاع بحفلات كناوة كل سنة. ويقول الشيوخ القدامى للموسيقى الكناوية، إن موسيقاهم مرتبطة ارتباطا وثيقاً بالطقوس العلاجية التي مارسها أجدادهم الأفارقة في جنوب الصحراء الكبرى. ويمكن للمتمعن في إيقاعات الموسيقى الكناوية أن يكتشف تشابهها مع موسيقى الفودو في هايتي، أو السانتيريا الكوبية أو الكاندومبلي البرازيلية، وهي جميعها من أصول واحدة حملها معهم الأفارقة من جنوب الصحراء الكبرى خلال مراحل الاستعباد وتجارة الرقيق.
وتتوفر موسيقى كناوة على عدة خصوصيات أهمها إرتباطها بالطابع الصوفي، الذي يجذب المستمع ويُدخله في حالة روحانية خاصة، إضافة إلى محافظتها على طابعها الأصيل، ومزجها أصولاً أفريقية وتأثيرات عربية وأمازيغية. وتتميز تلك الموسيقى بقابلية حوارها مع العديد من الأصناف الموسيقية العالمية. فتلك الخصوصيات جعلت من موسيقى كناوة عالمية بأصول إفريقية. وقد امتدت ثقافة و موسيقى كناوة من المغرب  لتشمل بلدان أخرى في شمال افريقيا  تحت اسماء متغيرة الديوان في الجزائر، وستانبلي في ليبيا وتونس.
في سنة 2019، أدرجت اللجنة الحكومية لصون التراث الثقافي غير المادي التابعة لمنظمة الأمم المتحدة للتربية والعلوم والثقافة (اليونيسكو)، فن كناوة ضمن القائمة التي تمثل التراث الثقافي غير المادي للإنسانية. مما جعل موسيقى كناوة تنضاف إلى سبعة عناصر أخرى للتراث الوطني المغربي والتي أدرجت ضمن القائمة المذكورة، ويتعلق الأمر ب «الفضاء الثقافي لساحة جامع الفنا»، و«موسم طانطان»، و «عادات الأكل في منطقة البحر الأبيض المتوسط»، و«الصقارة»، و«مهرجان حب الملوك لصفرو»، و«العادات والممارسات والدراية بشأن شجرة الأركان»، و«تاسكوين» وهي رقصة أمازيغية من الأطلس الكبير صنفت ضمن خانة ما «يحتاج إلى صون استعجالي».

## الملابس والآلات الأساسية
يعرف فنانوا موسيقى كناوة باسم المعلم الكناوي. ويتميز المعلمين الكناوين الذين يغنون موسيقى كناوة بلباسهم التقليدي. لكل واحد من المعلمين طريقته الخاصة في العزف على آلة الكمبري. كما تستعمل آلات عديدة مثل القرقب.

## أعلام موسيقى كناوة
بعض المعلمين الكناويين المعروفين:
- حميدة بوسو
- حسن بوسو
- عبد اللطيف المخزومي
- مصطفى باقبو
- حميد القصري
- محمود غينيا
- حسن حكمون
- محمد كويو
- عبد الكبير مرشان
- هشام مرشان
- ماجد بقاس

## المهرجانات
لموسيقى كناوة العديد من المهرجانات المحلية والدولية مثل مهرجان كناوة وموسيقى العالم بمدينة الصويرة في المغرب ومهرجان موسيقى الديوان بعاصمة الجزائر.
يعتبر مهرجان كناوة وموسيقى العالم الذي يُنظم سنوياً بمدينة الصويرة من أهم وأكبر المهرجان الخاصة بموسيقى كناوة، ويعرف مشاركة مجموعة من المعلمين الكناوين المغاربة والعديد من الفنانين العالمين خصوصاً من مالي وغينيا وكوبا وإسبانيا.

## معرض الصور

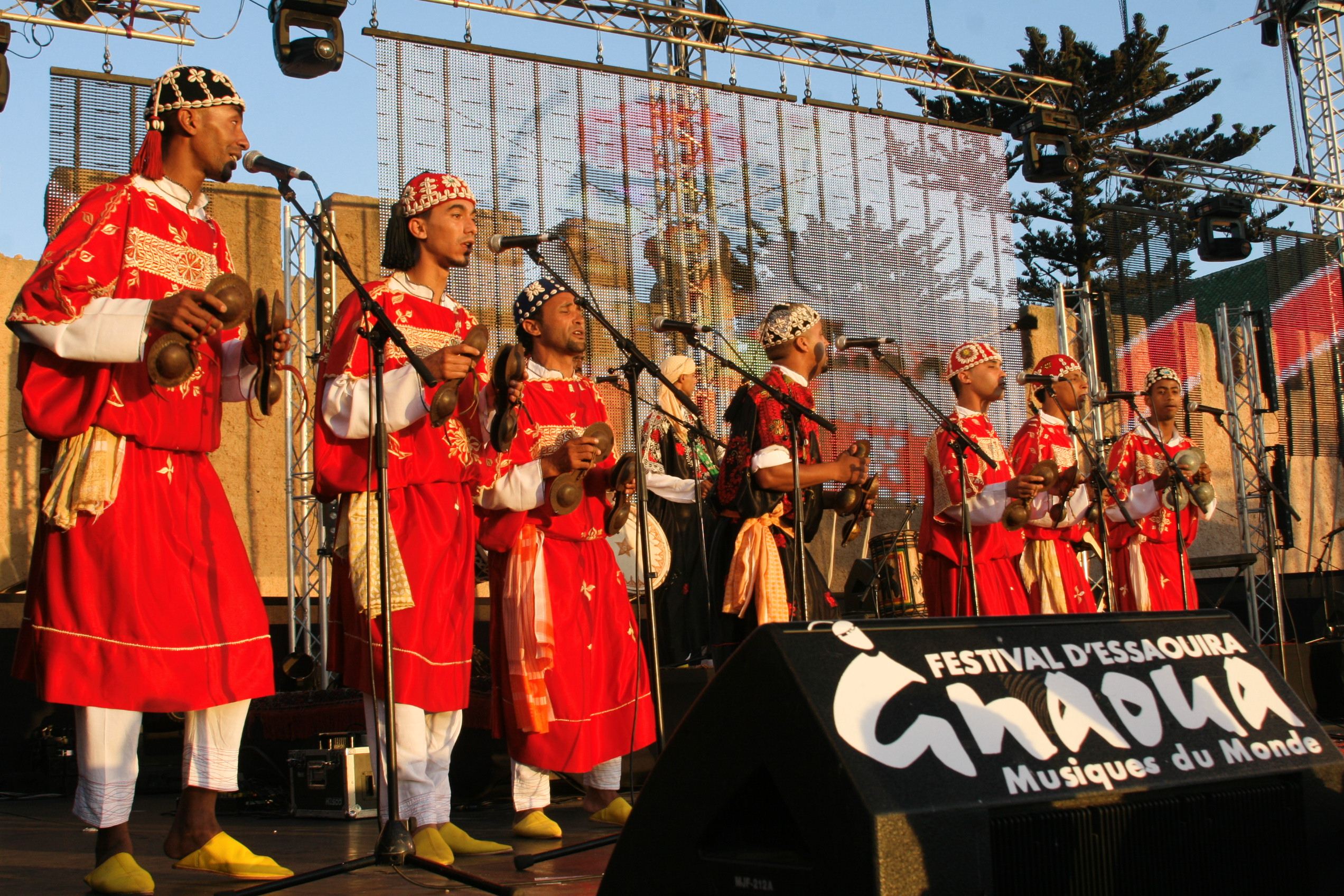
من مهرجان كناوة وموسيقى العالم في الصويرة
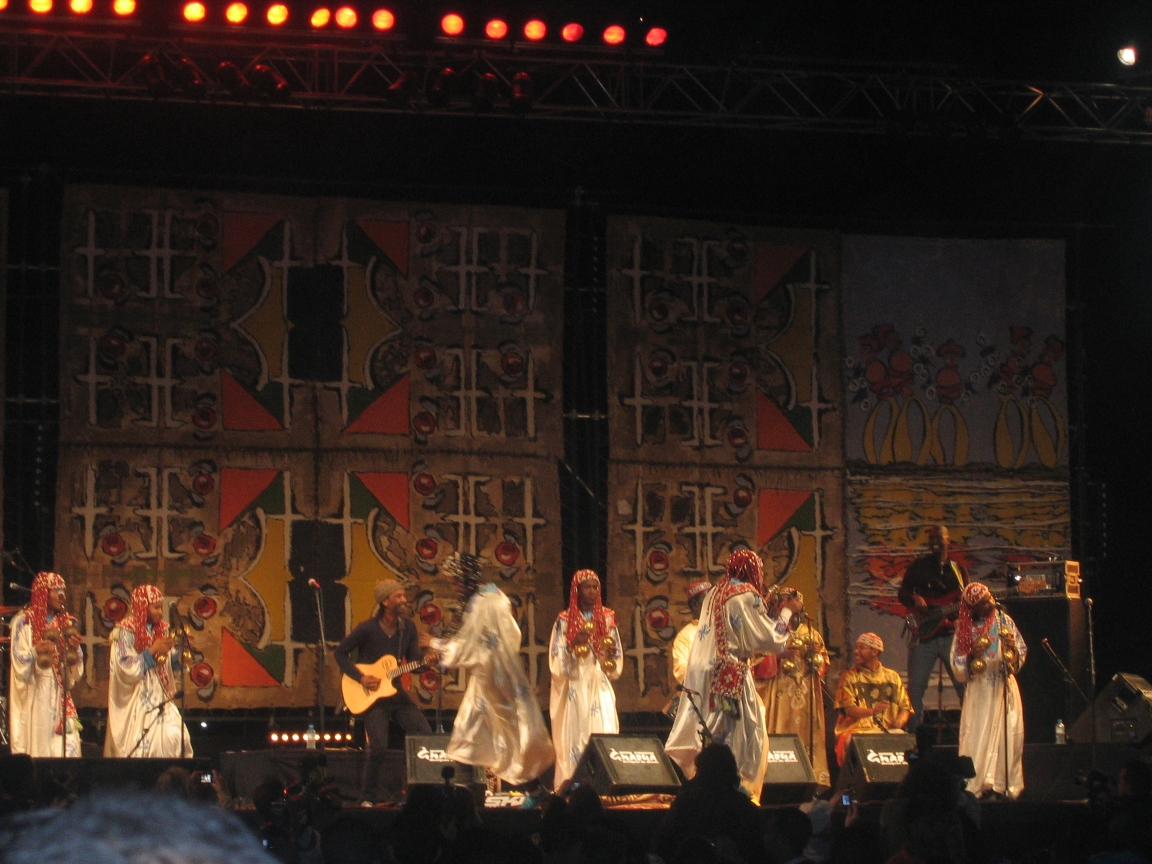
مهرجان كناوة وموسيقى العالم سنة 2010
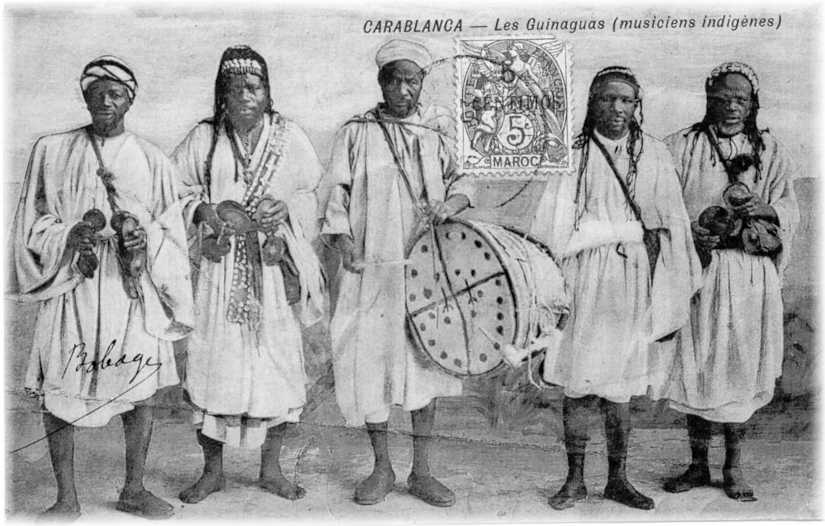
مجموعة كناوية سنة 1920
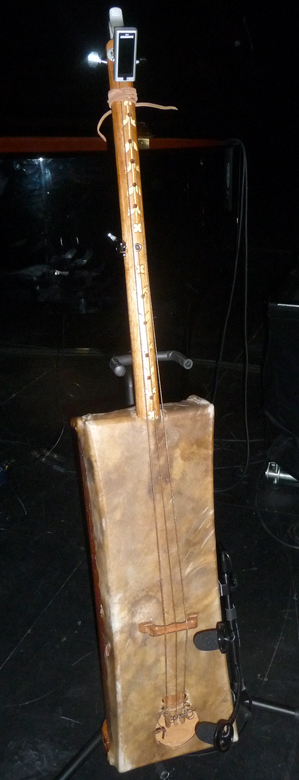
الكمبري أو الهجهوج أو السنتير
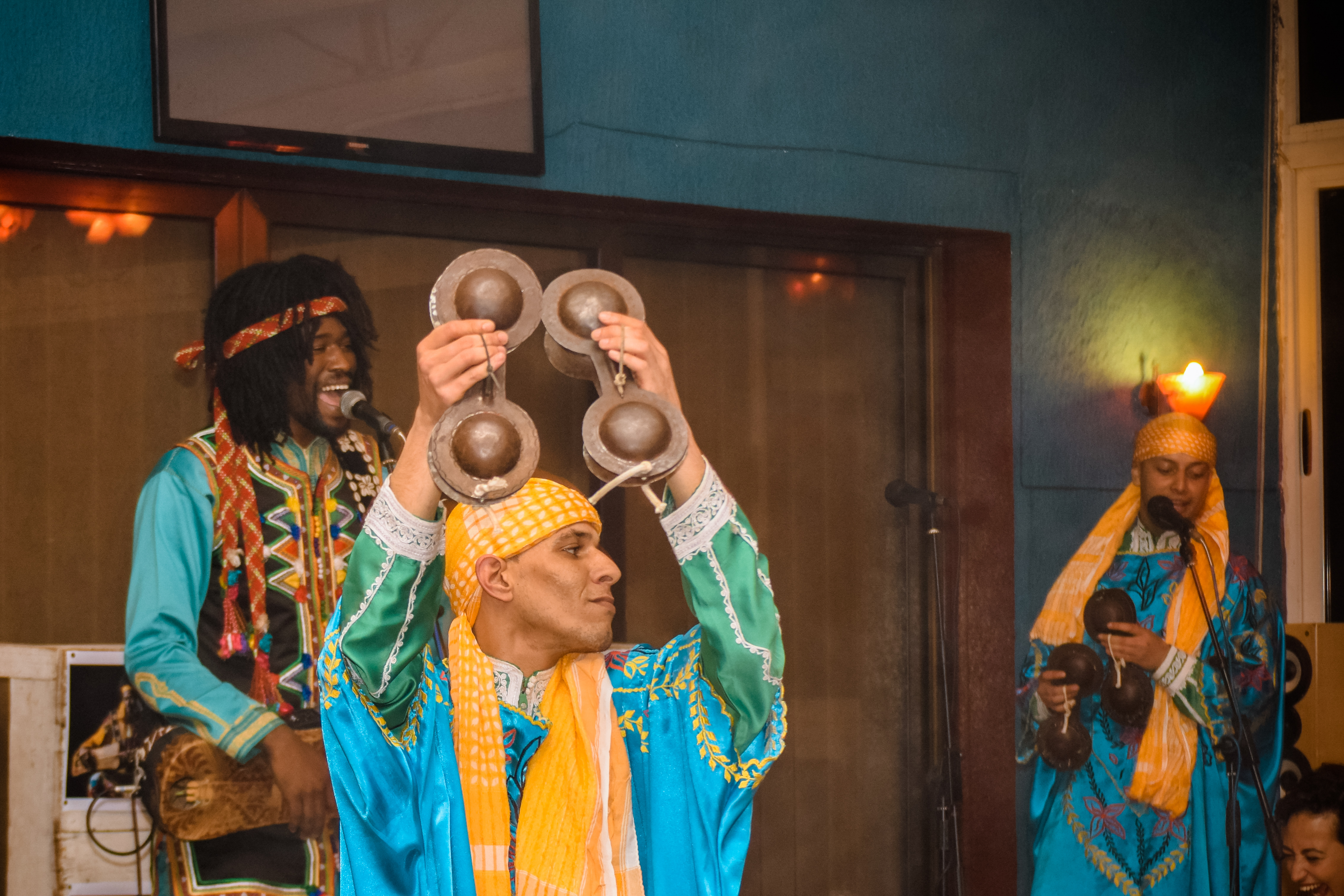
كناوي يستعمل القرقب
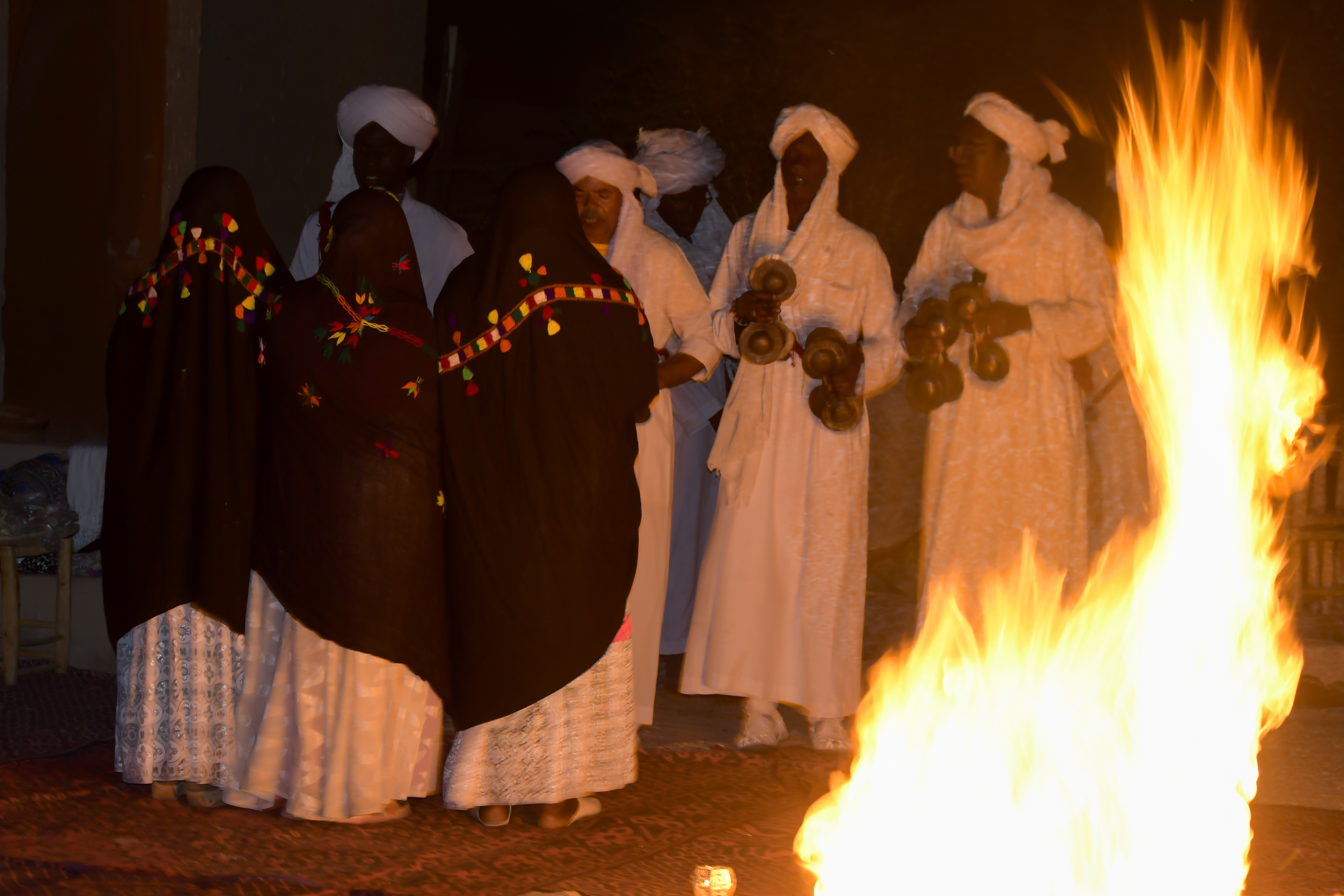
موسيقى كناوة فن مغربي عريق.